# Cardiapoda
Genre
Cardiapoda est un genre de mollusques gastéropodes de la famille des Carinariidae. L'espèce-type est Cardiapoda pedunculata.

## Liste d'espèces
Selon World Register of Marine Species (29 octobre 2017) :
- Cardiapoda pedunculata d'Orbigny, 1836
- Cardiapoda placenta (Lesson, 1831)
- Cardiapoda richardi Vayssière, 1903